# Limnophila (Limnophila) nebulicola
Limnophila (Limnophila) nebulicola is een tweevleugelige uit de familie steltmuggen (Limoniidae). De soort komt voor in het Australaziatisch gebied.